# Anomalia média
A anomalia média ({\displaystyle M}) na astronomia e mecânica celeste, é a conversão para ângulo do tempo desde que o astro passou pelo periastro em uma órbita.
Em outras palavras, seja {\displaystyle T} o período orbital e {\displaystyle t} o tempo desde a passagem pelo periastro. A anomalia média ({\displaystyle M}) é definida por:
{\displaystyle M=2\pi {\frac {t}{T}}\,}
A terceira lei de Kepler permite converter entre o semieixo maior da órbita e o período orbital, enquanto que a segunda lei de Kepler permite converter entre a anomalia média e um parâmetro geométrico chamado anomalia excêntrica, por meio da equação de Kepler, e desta para a anomalia verdadeira a partir das propriedades geométricas da elipse.